# Mykoła Korolow
Mykoła Kuźmycz Korolow, ukr. Микола Кузьмич Корольов, ros. Николай Кузьмич Королёв, Nikołaj Kuźmicz Korolow (ur. 17 grudnia 1937 w Charkowie, Ukraińska SRR, zm. 17 września 2001 tamże) – ukraiński piłkarz, grający na pozycji napastnika, trener piłkarski.

## Kariera piłkarska
Wychowanek Szkoły Sportowej Miejskiego Wydziału Oświaty w Charkowie. W 1953 rozpoczął karierę piłkarską w amatorskim zespole Medyk Charków. W 1954 został zaproszony do Łokomotywu Charków, a w 1956 przeniósł się do Awanhardu Charków, w którym występował przez 12 lat. Przez konflikt z trenerem Wiktorem Kanewskim latem 1967 odszedł do Zirki Kirowohrad. W 1969 powrócił do charkowskiego klubu, który już nazywał się Metalist Charków. W 1970 zakończył karierę piłkarza.

## Kariera trenerska
Po zakończeniu kariery piłkarskiej rozpoczął pracę szkoleniowca. Najpierw trenował amatorski zespół Ukrainka Charków. Na początku 1974 został mianowany na stanowisko głównego trenera Metalista Charków, którym kierował do sierpnia 1974. Potem pracował jako trener w Szkole Sportowej nr 9 w Charkowie. Następnie pracował jako dyrektor Szkoły Sportowej nr 8 w Charkowie.
Przez spowodowanie wypadku drogowego został skazany. Po wyjściu z więzienia długo chorował i 17 września 2001 zmarł w Charkowie w wieku 63 lat.

## Sukcesy i odznaczenia

### Sukcesy piłkarskie
Awanhard Charków
- brązowy medalista Pierwoj ligi ZSRR: 1957 (1 strefa Klasy B), 1959 (2 strefa Klasy B), 1965 (II grupa Klasy A), 1969 (II grupa Klasy A - 3 pogrupa)

### Sukcesy indywidualne
- król strzelców Metalista Charków w sezonach: 1961 (10 goli), 1962 (6 goli), 1963 (8 goli), 1964 (17 goli), 1965 (13 goli)
- król strzelców Zirki Kirowohrad w sezonach: 1967 (11 goli), 1968 (15 goli)